# Zorgnet-Icuro
Zorgnet-Icuro is een Belgische netwerkorganisatie van zorgorganisaties uit de social profit zoals algemene ziekenhuizen, residentiële en ambulante initiatieven uit de geestelijke gezondheidszorg en voorzieningen uit de ouderenzorg, meer bepaald de woonzorgcentra. Zorgnet-Icuro is een kennisdelende organisatie, een overlegplatform en de erkende werkgeversfederatie die de belangen van zijn leden bij de verschillende overheden en gezondheidsactoren verdedigt op Vlaams, federaal en internationaal niveau. Ruim 775 erkende zorgorganisaties zijn lid en stellen samen ca. 130.000 personeelsleden tewerk.

## Missie
De kerndoelstelling van Zorgnet-Icuro is het mee helpen realiseren van kwaliteitsvolle, toegankelijke en betaalbare zorg. Zorgnet-Icuro streeft met zijn voorzieningen naar zorg op maat van elke bewoner, cliënt en patiënt. De voorzieningen van Zorgnet-Icuro onderschrijven de principes van maatschappelijk verantwoord ondernemen en streven winst enkel na om de continuïteit, de duurzaamheid en de kwaliteit van de zorg te garanderen. De uitbouw van een zorgnetwerk, met samenwerking tussen voorzieningen en over organisaties heen, is voor Zorgnet-Icuro prioritair. Samen met zijn leden ontwikkelt Zorgnet-Icuro duidelijke standpunten en plaatst die op de politieke agenda.

## Geschiedenis
In 1938 werd het Verbond der Verplegingsinstellingen opgericht als onderdeel van Caritas Catholica, met als voornaamste doel de belangenverdediging van de christelijke verzorgingsinstellingen (ziekenhuizen, geestelijke gezondheidszorg, ouderenzorg). De eerste decennia draaide de organisatie op de inzet van enkele vrijwilligers, maar evolueerde in de jaren 60 naar een professionele werkgeversfederatie.
Eind 1977 werd het unitaire Verbond der Verplegingsinstellingen gesplitst in het Verbond der Verzorgingsinstellingen (VVI), de Fédération des Institutions Hospitalières de Wallonie (FIH-W) en de Coördinatie van Brusselse Instellingen (CBI). Begin 2009 werd het VVI omgedoopt tot Zorgnet Vlaanderen. Icuro is de naam die in 2010 werd gegeven aan de Vereniging van Openbare Verzorgingsinstellingen (VOV), de koepel van de Vlaamse openbare ziekenhuizen. Op 5 mei 2015 sloten Zorgnet Vlaanderen en Icuro een fusieprotocol waarna eind 2016 de statuten van de Zorgnet-Icuro werden goedgekeurd.

## Bestuur
Zorgnet-Icuro is een ledenorganisatie met een democratische besluitvorming. Permanent overleg met de leden staat centraal in de bestuursorganen, zowel per sector (algemene ziekenhuizen, geestelijke gezondheidszorg, ouderenzorg) als per thema (personeel, financiering, zorg en zorgorganisatie, kwaliteit, ethiek enz.) Voor actuele thema’s worden er ad-hocwerkgroepen opgericht.
Gedelegeerd bestuurders:
- ?-2007: Carine Boonen
- 2007-2017: Peter Degadt
- 2018-heden: Margot Cloet met voorzitter dr. Etienne Wauters (afgevaardigd bestuurder van GZA)

## Expertise
Zo'n 45 medewerkers zorgen dagelijks voor de dienstverlening aan de leden. Experts op verschillende specialisatiedomeinen volgen de sector op de voet en vertegenwoordigen Zorgnet-Icuro in tal van overlegstructuren. De expertise van Zorgnet-Icuro bestrijkt een groot aantal terreinen: kwaliteitsbeleid, financiering, sociaalrechtelijke materies, HR-beleid, medisch beleid, zorgorganisatie, governance, technologie en innovatie, ethiek enz. Zorgnet-Icuro werkt voor zijn leden-voorzieningen op verschillende niveaus: het geeft collectieve informatie en organiseert vorming en opleiding. Alle gespecialiseerde informatie kan door de leden geraadpleegd worden in een databank met log-in. Daarnaast beantwoorden de stafmedewerkers individuele vragen van leden, en geven advies op maat. Een derde pijler zijn de visies en standpunten die ontwikkeld worden in nauw overleg met de leden. Die worden voorgesteld en verdedigd op externe fora. Zorgnet-Icuro onderhoudt intensieve contacten met beleidsmakers, Vlaamse en federale administraties, politici en partnerorganisaties. Het vertegenwoordigt de aangesloten zorgorganisaties in tal van adviesraden en in de paritaire comités. Zorgnet-Icuro maakt deel uit van de koepelorganisaties Verso en Unisoc.

## Publicaties/informatie
Zorgnet-Icuro publiceert Zorgwijzer, een magazine voor leden, beleidsmakers, partnerorganisaties en andere geïnteresseerden in de gezondheids- en welzijnssector. Het presenteert de standpunten van Zorgnet-Icuro, brengt good practices, portretten van personeel en interviews met beleidsmakers. Zorgwijzer is ook online te lezen.
De publieke website verschaft naast algemene informatie over Zorgnet-Icuro ook actualiteit (pers- en nieuwsberichten, publicaties, opleidingen, etc.).